# Marvel: Future Fight
Marvel Future Fight é um RPG eletrônico para dispositivos móveis, desenvolvido pela Netmarble, Com mais de 258 personagens jogáveis do Universo Marvel, incluindo Os Vingadores, Demolidor, Homem-Aranha, X-Men, X-Force, Deadpool, Quarteto Fantástico, Novos Agentes de Atlas, Guardiões da Galáxia, entre outros.
Em Marvel Future Future Fight os jogadores assumem os heróis ou vilões com tipos, habilidades e jogabilidade únicas, e lutam em mais de dezenove modos de jogo variável, incluindo PvP e PvE.

## Modos de jogo
Atualmente o Marvel Future Fight possui diversos modos de jogo, incluindo PVE, PVP e Cooperativos.
- Modo História: No modo história o jogador irá jogar com três personagens; Homem de Ferro, Viúva Negra e Capitão América. A medida que conclui os capítulos, os personagens principais do modo história vão recebendo melhorias. Ao final do modo, a cada conclusão, o jogador irá liberar 3 trajes dos respectivos personagens.
- Missão Dimensional: Lute contra inimigos de diferentes dimensões e adquira recompensas. Quanto maior a dificuldade mais recompensas estarão disponíveis. Dentro do modo possui uma loja de ficha, essa fichas serão adquirida a cada conclusão de uma missão dentro do modo que poderão ser trocadas por materiais e itens.
- Missão de Envio: Nesse modo de jogo, é possível concluir fases e mandar personagens em missões de envio. É possível adquirir suprimentos periodicamente para o qual os personagens são enviados. Quanto maior o poder de combate dos personagens enviados mais recompensas são adquiridas.
- Missão Heroica: Dentro da Missão Heroica o jogador escolherá um dos personagens selecionáveis e terá que concluir a história em voltar dele, complete os objetivos para obter o personagem escolhido. E a cada missão concluída o jogador ganhará recompensas.
- Missão Épica: Na Missão Épica possui quatros histórias em entorno de um personagem protagonistas, ao concluir a história o jogador obterá o personagem principal da história escolhida

- Reinado Sombrio: Sentry
- O Imperativo Galáctico: Bill Raio Beta
- Família Primeiro: Senhor Fantástico
- X-Force: Deadpool
- A Ascensão dos X-Men: Wolverine
- Feiticeiro Supremo: Doutor Estranho
- Batalha Lendária: Na Batalha Lendária o jogador irá reviver cenas baseadas nos filmes do Universo Cinematográfico da Marvel. As batalhas só poderá ser jogadas com personagens específicos de cada filme.
- Chefe Mundial: Esse é um dos modos mais jogados e mais difíceis do jogo. O jogador enfrentara os maiores vilões da Marvel. Os Chefes Mundiais são divididos em três modos; Chefe Mundial Iniciantes, Chefe Mundial Normal e Chefe Mundial Supremo. O jogador possui apenas 5 entradas para jogar por dias, ao concluir o jogador ganhará recompensas fundamentais para evoluir os personagens.
- Shadowland: Em Terras das Sombras o jogador será desafiado a passar os 35 andares, não podendo jogar o mesmo personagem usado em andares anterior. Cada andar possui um desafio diferente. Os andares são divididos em;

- Modo Sequência: Lute contra inimigos que parecem um de cada vez.
- Modo ondas; Lute contra inimigos que aparecem em ondas.
- Modo Chefe; Lute contra chefes assim que você entrar. Modo Briga; Lute contra 3 outros personagem de uma vez
- Modo Entrada: Luta contra 2 equipes de 3, uma após a outra. O jogador terá 7 dias para concluir antes do reinicio do modo.
Cada andar o jogador poderá usar apenas tipos de personagens exigidos por fase. Exemplo: Heróis, Vilões, Masculinos, Femininos assim por diante.
- Batalha Temporal: Esse é o principal modo PvP do jogo. Forme equipes de 3 personagens e desafie outros usuários. O jogador será classificado com base nos pontos ao ganhar cada partida, essa pontuação será usada para promover ou rebaixar a insígnia e o Ranking Mundial. Cada partida ganha o jogador ganhará Fichas da Honras para gastar dentro de uma loja exclusiva dentro do modo.
- Sala do Perigo: Modo recentemente adicionado, em arena 3x3  o objetivo é derrotar o chefe da sala mais rápido do que a outra equipe. Os jogadores poderá jogar apenas com os personagens determinados por temporada. As recompensas irá variar de acordo com ranking com a oportunidade de obter personagens exclusivos.
- Batalha da Aliança: Nesse modo o jogador enfrentará uma fera em duas etapas. Na primeira o jogador terá que derrotar a fera em até uma certa quantidade de pontos pré-determinadas dependendo do dia. Na segunda o parte do jogador terá que lutar contra a fera e fazer o máximo de pontos possíveis em um tempo cronometrado. A pontuação será somada em duas classificação, uma ranking dentro aliança e outro mundial. Também será contabilizado a soma de todos pontos dos jogadores da mesma aliança, que será calculado em uma classificação mundial das alianças. Cada dia será requisitado um tipo de personagem diferente.
- Conquista da Aliança: Na Conquistada Aliança os jogadores da aliança jogam em conjunto com o objetivo de conquistar territórios. Participarão no mesmo mapa 3 alianças mundiais aleatórias com pontuação parecidas.

1. Selecionar Região
Assim que uma conquista começa, uma aliança pode atacar uma região ao do seu ponto de início. Cada região será defendida e deve ser derrotada para ser conquistada. Ao conquista a região, a aliança receberá pontos de conquista.
2. Batalha
Selecione as tropas de defesa para atacar uma região específica. Batalhas prosseguem automaticamente. Após ser envaido, um personagem não pode ser usado novamente até o próximo reinício. Assim que uma região for capturada, os personagens usados no ataque ficarão lá para defendê-la
3. Selar
Após uma região ser capturada, uma aliança pode tentar sela-la, mas isso leva tempo. No entanto, assim que uma região é selada ela não pode ser atacada por outra aliança e está efetivamente conquistada.
4. Fim da Batalha
Quando uma conquista termina, as classificações serão determinadas pela quantidade de pontos que a aliança possui.
Incursão do Chefe Gigante: Jogue com outros personagem para derrotas um dos vilões mais poderosos do jogo; Molde Metre ou Galactus. Diferente do Invasão do Chefe Mundial o jogador terá que jogar com seu próprio personagem devidamente evoluído e configurado e terão que trabalhar em conjunto e, planejar estratégias para derrotar o Chefe Gigante do dia.
- Torneio da Aliança: É uma competição mundial onde as 16 melhores da alianças que mais pontou na Batalha de Aliança, jogará entre si.
- Jogo Cooperativo: Você poderá se aliar a outros jogadores para enfrentas vilões. Aqui é onde o jogador poderá farmar maiores quantidades de gold do jogo, e outros materiais.
- Invasão de Chefe Mundial: Outro Modo Cooperativo onde 3 jogadores, terão que jogar juntos para derrotar o chefe da fase do dia. A diferença aqui é que o jogador poderá jogar com qualquer personagem no nível máximo.
- Evento do Mundo: Todos os jogadores jogarão com a mesma configuração, pré- determinada por entradas, aqui é a oportunidade perfeita do jogador testar personagem que ele ainda não obteve de forma completa e configurada.

## Personagens
Lista de personagens heróis e vilões jogáveis:

### Heróis
- Adam Warlock
- Agente Venom
- Amadeus Cho
- America Chavez
- Blade
- Bishop
- Cable
- Capitão América
- Capitã Marvel
- Cavaleiro da Lua
- Ciclope
- Colossus
- Coisa
- Drax
- Dayse Johnson
- Deadpool
- Doutor Estranho
- Elektra
- Emma Frost
- Fantomex
- Falcão
- Falcão de Aço
- Feiticeira Escarlate
- Fera
- Gambit
- Gaviã Arqueira (Kate Bishop)
- Groot
- Gweenpool
- Gwen Aranha
- Heimdall
- Homem de Gelo
- Homem de Ferro
- Homem Aranha
- Homem Aranha 2099 (Miguel O'Hara)
- Hulk
- Hulkling
- Hyperion
- Inferno
- Jean Grey
- Jessica Jones
- Jubileu
- Justiceiro
- Kitty Pryde
- Luna Snow
- Luke Cage
- Mantis
- Máquina de Combate
- Marvel Azul
- Medusa
- Miss Marvel (Kamala Khan)
- Miles Morales
- Mercúrio
- Motoqueiro Fantasma
- Mulher Hulk
- Mulher Invisível
- Namor
- Nick Fury
- Noturno
- Nova (Sam Alexander)
- Odin
- Psylocke
- Punho de Ferro
- Resgate
- Rachel Summers
- Shang-Chi
- Sharon Rogers
- Shuri
- Senhor Fantástico
- Senhor da Estrelas
- Soprano
- Surfista Prateado
- Tempestade
- Thing
- Tigresa Branca
- Tocha Humana
- Visão
- Vespa
- Viúva Negra
- Wolverine
- X-23
- Yondu

### Vilões
- Apocalipse
- Abutre
- Carnificina
- Barão Mordo
- Conflyto
- Caveira Vermelha
- Chicote Negro
- Doutor Destino
- Dormammu
- Destruidor
- Dentes-De-Sabre
- Doutor Octopus
- Duende Verde
- Encantor
- Electro
- Fantasma
- Homem-Hídrico
- Homem Areia
- Hela
- Hulk Vermelho
- Juggernaut
- Jaqueta Amarela
- Kid Omega
- Killmonger
- Korath
- Kraven, O Caçador
- Loki
- Lagarto
- Lash
- Magneto
- Maximus
- Malekith
- Mercenário
- Mística
- Morgana Le Fay
- Mystério
- Nebulosa
- Ossos Cruzados
- Próxima Meia-Noite
- Rei Do Crime
- Ronan
- Skurge
- Sentinela
- Ultron
- Thanos
- Titânia
- Venom